# أل باغيت
أل باغيت (بالإنجليزية: Alfred Baggett)‏ هو مدير فني أمريكي، ولد في 6 مارس 1903، وتوفي في 12 مايو 1976.